# Stenotarsus honestus
Stenotarsus honestus es una especie de coleóptero de la familia Endomychidae.

## Distribución geográfica
Habita en Macasser.